# Antonia del Liechtenstein
Antonia del Liechtenstein (nome completo Maria Antonia Josepha Theresia Walburga; Vienna, 13 giugno 1749 – Hütteldorf, 28 maggio 1813) è stata una principessa austriaca.

## Biografia
La principessa Antonia nacque a Vienna nel 1749, figlia postuma di Giovanni Nepomuceno Carlo e di Maria Giuseppina di Harrach-Rohrau. Il 17 gennaio 1768 sposò il principe Wenzel Chrisostumus von Paar.
Morì a Hütteldorf nel 1813 all'età di 63 anni. Venne tumulata nella cripta della famiglia Paar all'interno del Franziskanerkloster di Bechyně.

## Discendenza
Antonia del Liechtenstein e Wenzel Chrisostumus von Paar ebbero tre figlie e sette figli:
- Antonia Theresia Maria (Vienna, 5 dicembre 1768 - Graz, 25 ottobre 1838), sposò il 1⁰ maggio 1792 il principe Karl Joseph zu Salm-Reifferscheidt-Raitz (1750-1838);
- Wenzel Joseph Franz de Paula (Vienna, 18 gennaio 1770 - San Giacomo, 30 aprile 1800);
- Joseph Conrad Johann Nepomuk Franz (Vienna, 26 novembre 1770 - Vienna, 2 giugno 1773);
- Karl Joseph Anton Veit (15 giugno 1773 - 30 dicembre 1819), sposò il 5 febbraio 1805 nella chiesa di San Michele a Vienna la contessa Quidobaldina von Cavriani (1783-1861) ed ebbero due figli e una figlia:[5]
  - Karl Borromaus (1806-1881);
  - Guidobaldine (1807-1874);
  - Ludwig Johann Baptist Emmanuel (1817-1893).
- Ferdinand Eustach Albert Maximilian (Vienna, 20 settembre 1774 - Vienna, 4 ottobre 1774);
- Maria Theresia Henriette (Vienna, 12 luglio 1778 - Parigi, 10 luglio 1854), sposò il 6 novembre 1803 nel duomo di Vienna il conte François Joseph Charles Marie de Mercy-Argenteau (1780-1869) ed ebbero due figlie e tre figli:[6][7]
  - Caroline Josephine (1804-1859);
  - Charles Joseph François Marie (1808-1886);
  - Alfred Florimond François (1810-1877);
  - Louis Edmond François Auguste (1812-1852);
  - Pauline Louise Marie (1814-1895).[8]
- Johann Baptist Damian Franz de Paula (Vienna, 12 aprile 1780 - 23 ottobre 1839);[9]
- Maria Claudia (13 novembre 1781 - Vienna, 22 gennaio 1783);[10]
- Ludwig Joseph (2 settembre 1783 - Kőszeg, 17 ottobre 1849), sposò nel 1823 la contessa Marie Henriette von Schallenberg (1807-1824) e in seconde nozze, il 19 maggio 1836 a Vienna, la contessa Paulina Maria Andrássy (1803-1887). Ebbe una figlia fuori dal matrimonio con la prima moglie e altre due figlie dalla sua relazione con Wilhelmine Roschek:[11]
  - Carolina (1823-?);
  - Marie (1829-?);
  - Irma.
- Niklas Franz (10 ottobre 1785 - Milano, 22 agosto 1824).[12]

## Titoli e trattamento
- 13 giugno 1749 - 17 gennaio 1868: Sua Altezza Serenissima, la principessa Antonia del Liechtenstein
- 17 gennaio 1868 - 28 maggio 1813: Sua Altezza Serenissima, la principessa Antonia di Paar

## Ascendenza
|                                             |                                  |                                           | Genitori                                  |  |  | Nonni |  |  | Bisnonni                           |  |  | Trisnonni                      |  |
|                                             |                                  |                                           |                                           |  |  |       |  |  | Antonio Floriano del Liechtenstein |  |  | Hartmann III del Liechtenstein |  |
|                                             |                                  |                                           |                                           |  |  |       |  |  | Antonio Floriano del Liechtenstein |  |  | Hartmann III del Liechtenstein |  |
|                                             |                                  | Sidonie Elisabeth von Salm-Reifferscheidt |                                           |  |  |       |  |  | Antonio Floriano del Liechtenstein |  |  |                                |  |
| Giuseppe Giovanni Adamo del Liechtenstein   |                                  |                                           |                                           |  |  |       |  |  | Antonio Floriano del Liechtenstein |  |  |                                |  |
|                                             |                                  | Eleonora Barbara di Thun-Hohenstein       | Michael Osvald von Thun-Hohenstein        |  |  |       |  |  |                                    |  |  |                                |  |
|                                             |                                  | Eleonora Barbara di Thun-Hohenstein       | Michael Osvald von Thun-Hohenstein        |  |  |       |  |  |                                    |  |  |                                |  |
|                                             |                                  | Eleonora Barbara di Thun-Hohenstein       | Elisabeth von Lodron                      |  |  |       |  |  |                                    |  |  |                                |  |
| Giovanni Nepomuceno Carlo del Liechtenstein |                                  | Eleonora Barbara di Thun-Hohenstein       |                                           |  |  |       |  |  |                                    |  |  |                                |  |
|                                             |                                  | Franz Albrecht zu Oettingen-Spielberg     | Johann Franz zu Oettingen-Spielberg       |  |  |       |  |  |                                    |  |  |                                |  |
|                                             |                                  | Franz Albrecht zu Oettingen-Spielberg     | Johann Franz zu Oettingen-Spielberg       |  |  |       |  |  |                                    |  |  |                                |  |
|                                             |                                  | Franz Albrecht zu Oettingen-Spielberg     | Ludovica Rosalia von Attems               |  |  |       |  |  |                                    |  |  |                                |  |
| Maria Anna di Oettingen-Spielberg           |                                  | Franz Albrecht zu Oettingen-Spielberg     |                                           |  |  |       |  |  |                                    |  |  |                                |  |
|                                             |                                  | Johanna Margaretha von Schwendi           | Franz Ignaz von Schwendi                  |  |  |       |  |  |                                    |  |  |                                |  |
|                                             |                                  | Johanna Margaretha von Schwendi           | Franz Ignaz von Schwendi                  |  |  |       |  |  |                                    |  |  |                                |  |
|                                             |                                  | Johanna Margaretha von Schwendi           | Maria Margareta Fugger                    |  |  |       |  |  |                                    |  |  |                                |  |
| Antonia del Liechtenstein                   |                                  | Johanna Margaretha von Schwendi           |                                           |  |  |       |  |  |                                    |  |  |                                |  |
|                                             | Aloys Thomas Raimund von Harrach | Ferdinand Bonaventura I von Harrach       |                                           |  |  |       |  |  |                                    |  |  |                                |  |
|                                             | Aloys Thomas Raimund von Harrach | Ferdinand Bonaventura I von Harrach       |                                           |  |  |       |  |  |                                    |  |  |                                |  |
|                                             | Aloys Thomas Raimund von Harrach | Johanna Theresia von Lamberg              |                                           |  |  |       |  |  |                                    |  |  |                                |  |
| Federico Augusto di Harrach-Rohrau          | Aloys Thomas Raimund von Harrach |                                           |                                           |  |  |       |  |  |                                    |  |  |                                |  |
|                                             |                                  | Anna Cäcilia von Thannhausen              | Johann Joseph Ignaz von Thannhausen       |  |  |       |  |  |                                    |  |  |                                |  |
|                                             |                                  | Anna Cäcilia von Thannhausen              | Johann Joseph Ignaz von Thannhausen       |  |  |       |  |  |                                    |  |  |                                |  |
|                                             |                                  | Anna Cäcilia von Thannhausen              | Anna Eleonore Truchsess von Wetzhausen    |  |  |       |  |  |                                    |  |  |                                |  |
| Maria Giuseppina di Harrach-Rohrau          |                                  | Anna Cäcilia von Thannhausen              |                                           |  |  |       |  |  |                                    |  |  |                                |  |
|                                             |                                  | Antonio Floriano del Liechtenstein        | Hartmann III del Liechtenstein            |  |  |       |  |  |                                    |  |  |                                |  |
|                                             |                                  | Antonio Floriano del Liechtenstein        | Hartmann III del Liechtenstein            |  |  |       |  |  |                                    |  |  |                                |  |
|                                             |                                  | Antonio Floriano del Liechtenstein        | Sidonie Elisabeth von Salm-Reifferscheidt |  |  |       |  |  |                                    |  |  |                                |  |
| Maria Eleonora del Liechtenstein            |                                  | Antonio Floriano del Liechtenstein        |                                           |  |  |       |  |  |                                    |  |  |                                |  |
|                                             |                                  | Eleonora Barbara di Thun-Hohenstein       | Michael Osvald von Thun-Hohenstein        |  |  |       |  |  |                                    |  |  |                                |  |
|                                             |                                  | Eleonora Barbara di Thun-Hohenstein       | Michael Osvald von Thun-Hohenstein        |  |  |       |  |  |                                    |  |  |                                |  |
|                                             |                                  | Eleonora Barbara di Thun-Hohenstein       | Elisabeth von Lodron                      |  |  |       |  |  |                                    |  |  |                                |  |
|                                             |                                  | Eleonora Barbara di Thun-Hohenstein       |                                           |  |  |       |  |  |                                    |  |  |                                |  |